# Мамедов, Мамед Ага Ахмед оглы
Мамед Ага Ахмед оглы Мамедов — советский хозяйственный и политический деятель.

## Биография
Родился в 1926 году в Баку. Член КПСС.
Окончил Азербайджанский индустриальный университет имени М. Азизбекова.
В 1949—1955 гг. — оператор, начальник нефтеперерабатывающей установки, секретарь парткома Бакинского нефтеперерабатывающего завода имени XXII съезда КПСС.
В 1955—1959 гг. — заместитель заведующего отделом нефтяной промышленности ЦК КП Азербайджана.
В 1959—1961 гг. — главный инженер и заместитель начальника Управления нефтяной промышленности Азербайджанского совнархоза.
В 1961—1965 гг. — начальник Управления нефтяной и химической промышленности Азербайджанского совнархоза.
В 1965—1967 гг. — первый заместитель, в 1967—1971 гг. — министр нефтяной и нефтеперерабатывающей промышленности Азербайджанской ССР.
За разработку и внедрение нового вида присадки к смазочным маслам был в составе коллектива удостоен Сталинской премии за выдающиеся изобретения и коренные усовершенствования методов производственной работы 1951 года.
Избирался депутатом Верховного Совета Азербайджанской ССР 7-го созыва.
Умер в 1971 году в Баку.

## Награды
- Орден Ленина
- Орден Знак Почёта